# استرینگتاون، شهرستان ماریون، ویرجینیای غربی
استرینگتاون (به انگلیسی: Stringtown) یک منطقهٔ مسکونی در ایالات متحده آمریکا است که در شهرستان ماریون، ویرجینیای غربی واقع شده‌است.